# Хаштук
Хаштук (адыг. Хьащтыку) — аул в Тахтамукайском  районе Республики Адыгея России. Входит в состав Афипсипского сельского поселения. Основан до 1864 года.

## География
Аул находится на левом берегу реки Кубань, которая омывает аул с трёх сторон. На противоположном берегу реки находится станица Елизаветинская.

## Население
| 2002 | 2010 | 2013 | 2014 | 2015 | 2016 | 2017 |
| ---- | ---- | ---- | ---- | ---- | ---- | ---- |
| 295  | ↘279 | ↘277 | ↘271 | ↗274 | ↘271 | ↘265 |
| 2018 | 2019 | 2020 | 2021 | 2023 | 2024 |      |
| ↗269 | ↗272 | ↗283 | ↗333 | ↗334 | ↘333 |      |

### Национальный состав
По данным Всероссийской переписи 2021 года:
| Народ               | Численность, чел. | Доля от всего населения, % |
| ------------------- | ----------------- | -------------------------- |
| адыги (черкесы)     | 300               | 90,10 %                    |
| русские             | 29                | 8,70 %                     |
| другие / не указано | 4                 | 1,20 %                     |
| всего               | 333               | 100,0 %                    |

## Улицы
| - ул. Набережная, - ул. Хакурате, | - ул. Хачака, - ул. Школьная. |

## Известные уроженцы
- Хакурате, Шахан-Гирей Умарович (1883—1935) — советский государственный и партийный деятель.